# ラインホルト・フーン

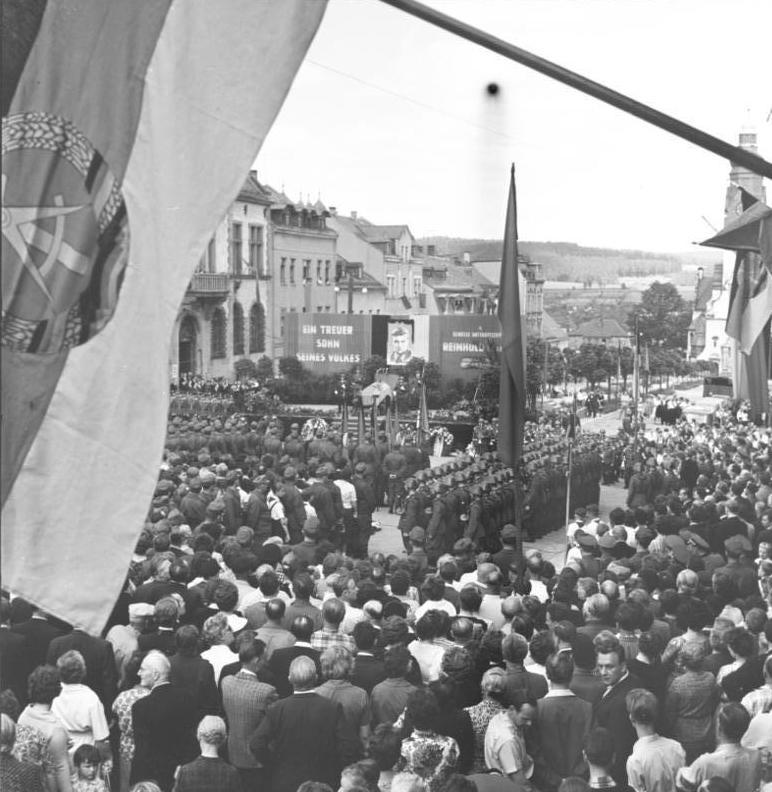
アードルフ/フォークトラントで催されたフーンの葬儀（1962年6月22日）

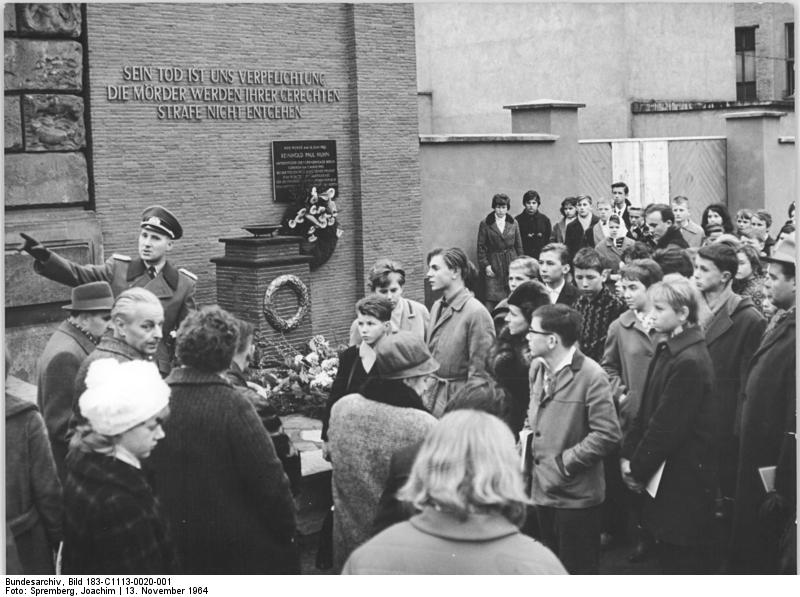
フーンの記念碑を訪れた青少年ら（1964年）

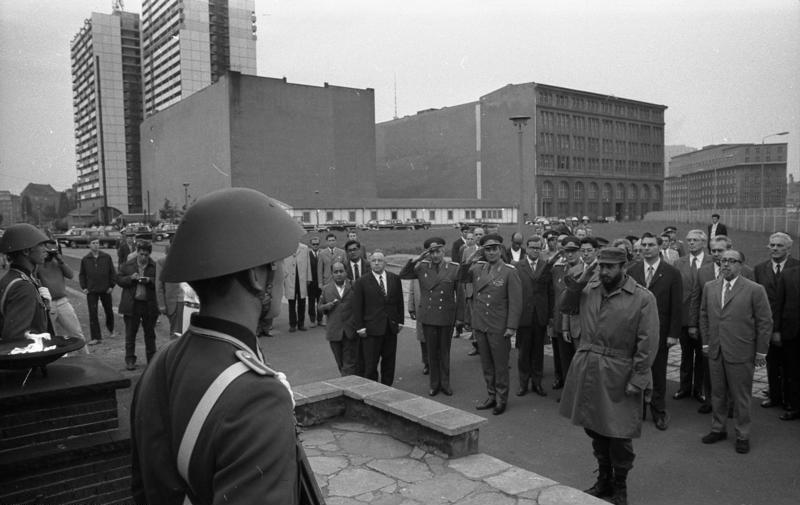
フーンの追悼式典で献花を行うフィデル・カストロ（1972年6月14日）

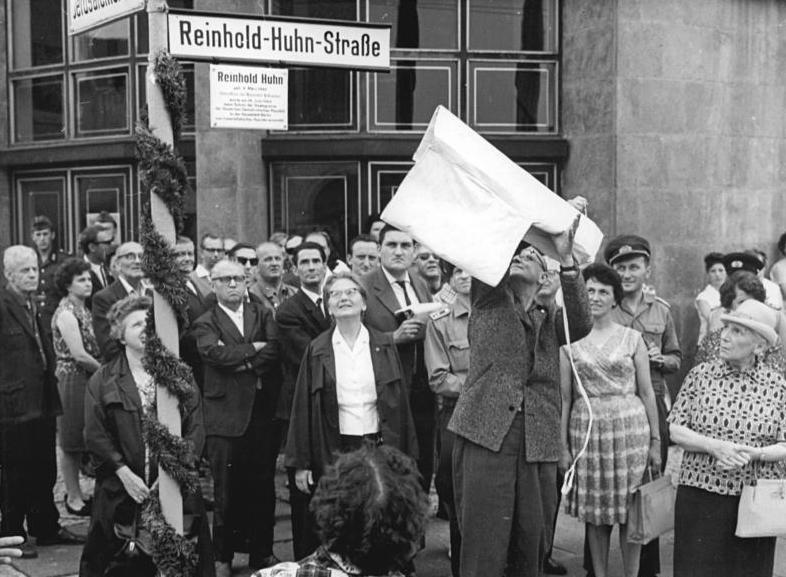
「ラインホルト・フーン通り」の看板

ラインホルト・フーン（Reinhold Huhn, 1942年3月8日 - 1962年6月18日）は、ドイツ民主共和国（東ドイツ）の軍人。国境警備隊の隊員として東ベルリンにおける警備任務に従事していたが、ツィンマー通り56番地（Zimmerstraße 56）にて逃亡援助者（Fluchthilfe）のルドルフ・ミュラーに射殺された。殉職時の階級は上等兵（Gefreiter）だったが、死後に軍曹（Unteroffizier）へと特進した。
ベルリンには彼の名をとったラインホルト＝フーン上級学校（Reinhold-Huhn-Oberschule）があったほか、ホイエルスヴェルダ、マクデブルク、グーベン、ヒルトブルクハウゼンには、ラインホルト＝フーン通り（Reinhold-Huhn-Straße）があった。ベルリンのシュッツェン通り（Schützenstraße, 東ドイツの崩壊までラインホルト＝フーン通りと呼ばれた）とイェルーザレマー通り（Jerusalemer Straße）の交差点には、1990年代中頃までフーンの記念碑が残されていた。ベルリン＝リヒテンベルクのニコライ・ベルザーリン兵舎（Nikolai-Bersarin-Kaserne）には記念プレートが掲げられていた。

## 殉職
1942年、東プロイセンのブラウンスベルクにて生を受ける。国境警備隊で兵役に付く前は牛飼い（Rinderzüchter）として働いていた。
1962年6月18日、フーンはベルリンの壁警備の為に設置されたベルリン＝ミッテのツィンマー通り近くの哨所に勤務していた。一方、逃亡援助者ルドルフ・ミュラーは脱走を希望する一家との合流を図ろうとしていた。ミュラーの掘ったトンネルは、西ベルリンのアクセル・シュプリンガー社社屋ビル（Axel-Springer-Hochhaus）近くから東ベルリン内の民家まで通じていた。そしてミュラーと脱走者らがトンネルへと戻ろうとしていた時、巡回中のフーンと哨所長によって発見されたのである。フーンは一団を制止し、身体検査を行うべくミュラーへと近づいた。次の瞬間、ミュラーは上着の内ポケットからピストルを抜いて至近距離からフーンの胸を撃ち抜き、トンネルへと走ったのである。哨所長はミュラーや脱走者らに銃撃を加えたが、いずれも命中しなかった。

## 影響
西ベルリンに戻った後、ミュラーはフーンのみを銃撃したのだと語ったが、実際には哨所長も銃弾を受けて重傷を負っていた。西ベルリン参事会による決定の元、ミュラーと家族は飛行機でベルリンを離れ、西ドイツ国内へと移された。東ドイツ当局はミュラーの身柄引渡しを要求したものの拒否されている。1962年11月、西ドイツ側によるミュラーの調査が始まる。これに先立ち、東ドイツ当局はミュラーがコンラート・アデナウアー首相とヴィリー・ブラント市長の命令を受け活動していたエージェントだと主張していた。
ドイツ再統一後にはベルリン検察局による再調査が行われ、これを受けて1996年にはミュラーの裁判が始まった。裁判の中でミュラーはフーンを殺害した銃撃を行ったことを認めたものの、正当防衛（Notwehr）を主張した。地方裁判所ではミュラーの過失致死（Totschlag）に対して懲役1年の執行猶予付き判決を下した。2000年の連邦裁判所への上告審の時点では未だ刑が執行されていなかったが、殺意が認められたとして罪状は過失致死から殺人（Mord）に切り替えられた。
ミュラーは判決を不服として憲法訴願（Verfassungsbeschwerde）の手続きを行ったが、連邦憲法裁判所は判決に問題はないとして2000年11月にこれを退けた。
2001年8月6日、中部ドイツ放送（MDR）は、事件に関するドキュメンタリー番組『Der Todesstreifen – Tödliche Schüsse』を放送した。この番組では事件に関して旧東ドイツ側の警察・裁判所が作成した記録の検証が行われた。

## 追悼
1970年代以降、イェルーザレマー通り（Jerusalemer Straße）とツィンマー通り（Zimmerstraße）の交差点にはフーンを称える記念碑が設置されていたが、これは再統一後に撤去された。現在、ベルリン地下世界協会（ドイツ語: Berliner Unterwelten）にて銅製の記念碑が展示されている。